# Argia
Argia – rodzaj ważek z rodziny łątkowatych (Coenagrionidae). Obejmuje ponad 140 gatunków, a wciąż opisywane są nowe.
Owady te występują na półkuli zachodniej. Pojawiają się w pobliżu wód płynących. Jeden z gatunków (Argia vivida) poddano analizie ekologicznej, a jego białka – elektroforetycznej, które wykazały przystosowania larw do szerokiego zakresu temperatur.

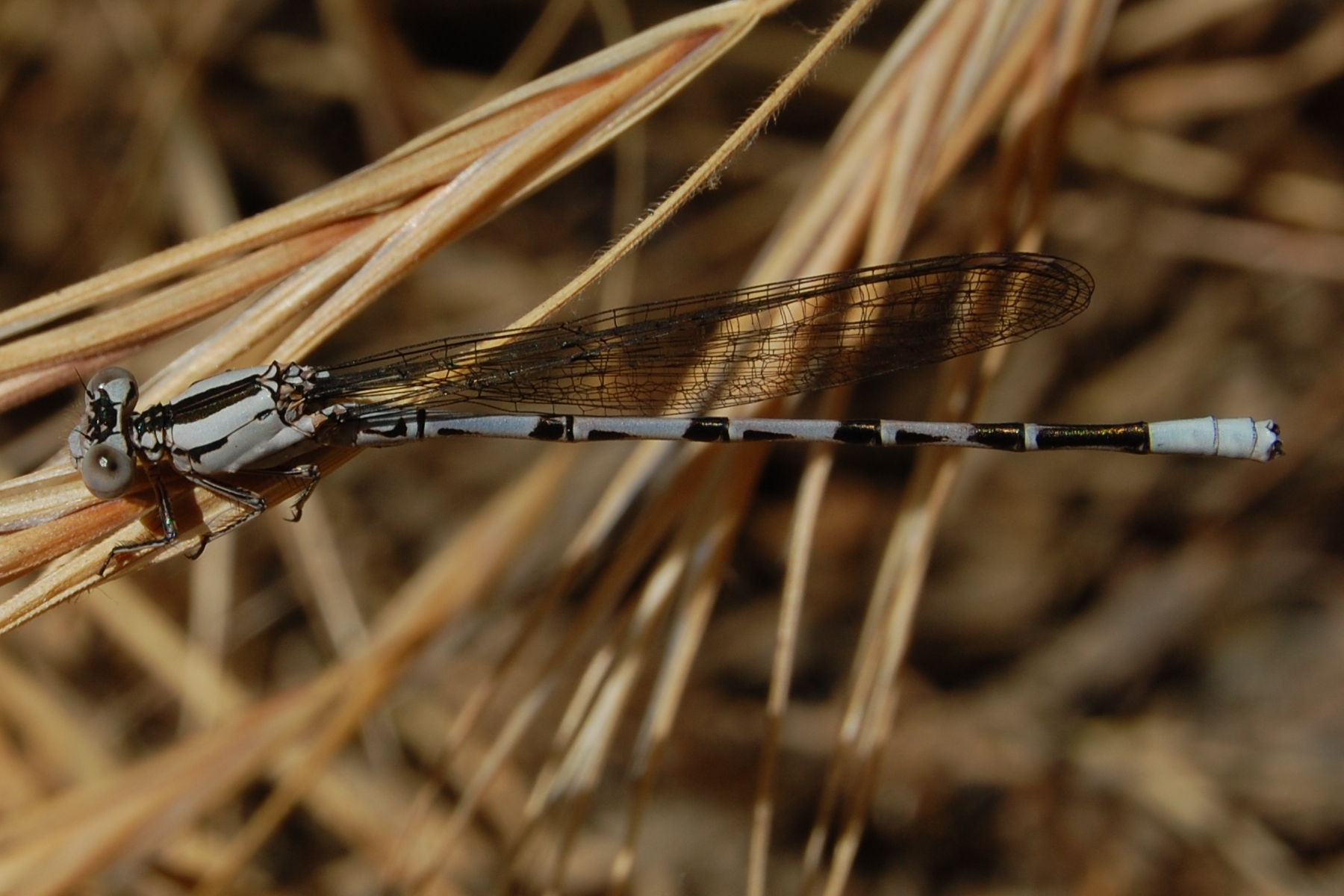
Samiec Argia vivida

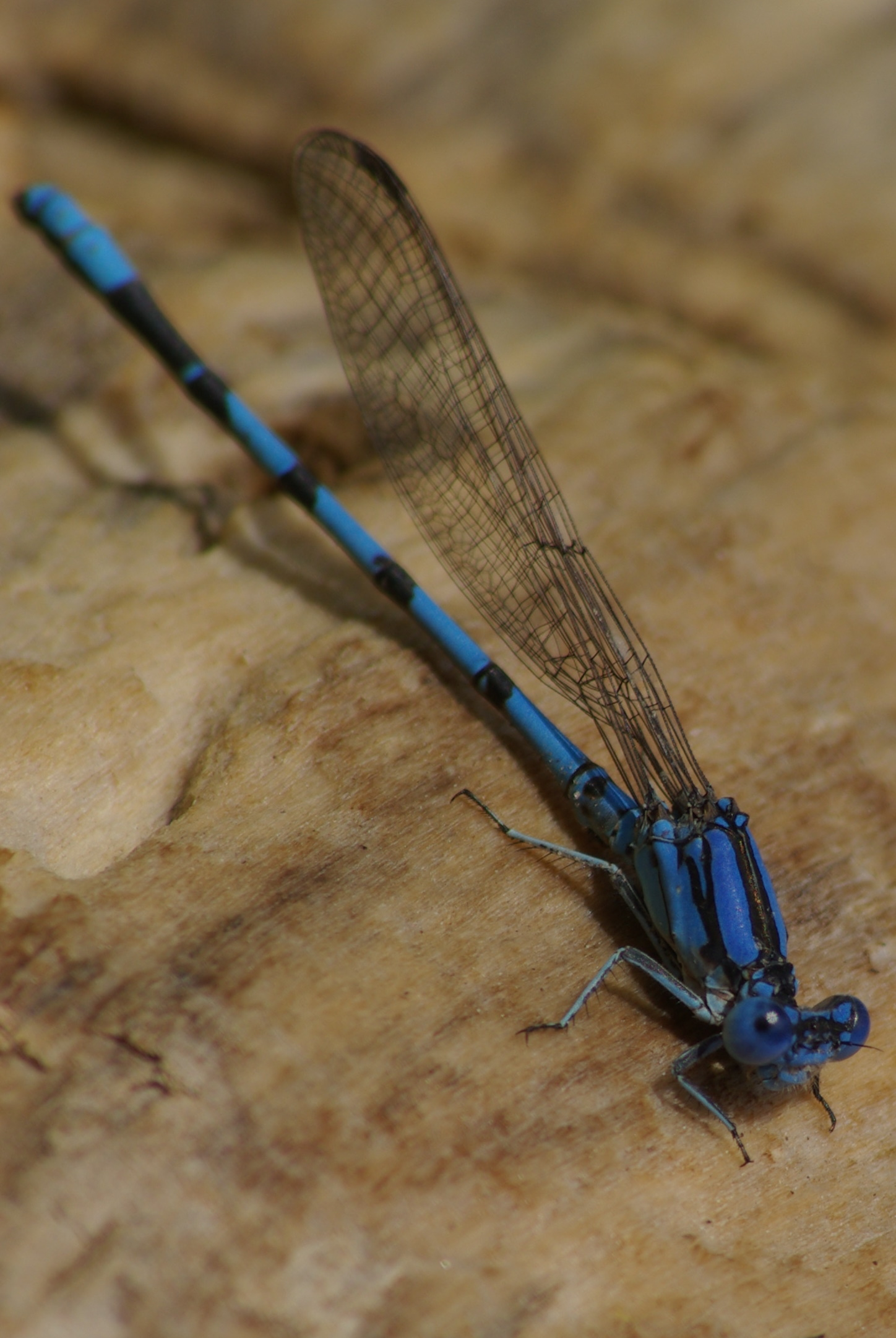
Argia nahuana

## Podział systematyczny
Do rodzaju należą następujące gatunki:

- Argia acridens
- Argia adamsi
- Argia agrioides
- Argia alberta
- Argia albistigma
- Argia anceps
- Argia angelae
- Argia annae
- Argia apicalis
- Argia appendiculata
- Argia azurea
- Argia barretti
- Argia bicellulata
- Argia bipunctulata
- Argia botacudo
- Argia calida
- Argia calverti
- Argia carlcooki
- Argia carolus
- Argia chapadae
- Argia chelata
- Argia claussenii
- Argia collata
- Argia concinna
- Argia croceipennis
- Argia cuneifera
- Argia cupraurea
- Argia cuprea
- Argia cuspidata
- Argia cyathigera
- Argia deami
- Argia deceptor
- Argia difficilis
- Argia dives
- Argia donnellyi
- Argia elongata
- Argia emma
- Argia euphorbia
- Argia extranea
- Argia fissa
- Argia fraudatricula
- Argia frequentula
- Argia fulgida
- Argia fumigata
- Argia fumipennis
- Argia funcki
- Argia funebris
- Argia garrisoni
- Argia gaumeri
- Argia gemella
- Argia gerhardi
- Argia gonzalezi
- Argia guyanica
- Argia haberi
- Argia hamulata
- Argia harknessi
- Argia hasemani
- Argia herberti
- Argia hinei
- Argia huanacina
- Argia immunda
- Argia impura
- Argia inculta
- Argia indicatrix
- Argia indocilis
- Argia infrequentula
- Argia infumata
- Argia insipida
- Argia iralai
- Argia joallynae
- Argia jocosa
- Argia joergenseni
- Argia johannella
- Argia jujuya
- Argia kokama
- Argia koroivarum
- Argia lacrimans
- Argia leonorae
- Argia lilacina
- Argia limitata
- Argia loutoni
- Argia lugens
- Argia mauffrayi
- Argia mayi
- Argia medullaris
- Argia meioura
- Argia mishuyaca
- Argia modesta
- Argia moesta
- Argia mollis
- Argia munda
- Argia nahuana
- Argia nataliae
- Argia nigrior
- Argia noveloi
- Argia oculata
- Argia oenea
- Argia orichalcea
- Argia pallens
- Argia palmata
- Argia paludicola
- Argia paulsoni
- Argia percellulata
- Argia philipi
- Argia pima
- Argia pipila
- Argia pocomana
- Argia popoluca
- Argia pulla
- Argia reclusa
- Argia recurvata
- Argia rhoadsi
- Argia rogersi
- Argia rosseri
- Argia rudolphi
- Argia sabino
- Argia schneideri
- Argia schorri
- Argia sedula
- Argia selysi
- Argia serva
- Argia smithiana
- Argia sordida
- Argia subapicalis
- Argia talamanca
- Argia tamoyo
- Argia tarascana
- Argia telesfordi
- Argia tennesseni
- Argia terira
- Argia tezpi
- Argia thespis
- Argia tibialis
- Argia tinctipennis
- Argia tonto
- Argia translata
- Argia tupi
- Argia ulmeca
- Argia underwoodi
- Argia variabilis
- Argia variegata
- Argia vivida
- Argia westfalli
- Argia yungensis